# شفت (استودیو)
شَفت (به انگلیسی: Shaft) (ژاپنی: 株式会社シャフト, لاتین‌نویسی هپبورن: Kabushiki-gaisha Shafuto) که تحت نام شفت استودیو انیمیشن (به انگلیسی: Shaft Animation Studio) هم شناخته می‌شود، یک استودیو پویانمایی ژاپنی واقع در سوگینامی-کو، توکیو است که در سال ۱۹۷۵ تأسیس شد.
از سال ۲۰۰۴، تولیدات استودیو به‌طور گسترده‌ای تحت تأثیر شیوه کارگردانی آکیوکی شینبو قرار گرفت. سبک بصری و هنر فیلمبرداری آوانگاردی او در آثاری از جمله Hidamari Sketch (۲۰۰۷)، Sayonara, Zetsubou-Sensei (۲۰۰۷)، مجموعه مونوگاتاری (۲۰۰۹–۲۰۱۹)، Puella Magi Madoka Magica (۲۰۱۱)، Nisekoi (۲۰۱۴) و مارس مثل یک شیر می‌آید (۲۰۱۶) به نمایش درآمده است.